# Renkikkers
Renkikkers (Kassina) zijn een geslacht van kikkers uit de familie rietkikkers (Hyperoliidae). De groep werd voor het eerst wetenschappelijk beschreven door Charles Frédéric Girard in 1853. Later werd de wetenschappelijke naam Cassina gebruikt.
Er zijn vijftien verschillende soorten waaronder enkele pas recentelijk (2007) ontdekte soorten als Kassina wazae en Kassina jozani. Ook zijn er soorten aan andere geslachten toegewezen. Een voorbeeld is Phlyctimantis maculatus, die tot 2016 een vertegenwoordiger van de renkikkers was.
Alle soorten komen voor in Afrika, ten zuiden van de Sahara.

## Soorten
Geslacht Kassina
- Soort Kassina arboricola
- Soort Kassina cassinoides
- Soort Kassina cochranae
- Soort Kassina decorata
- Soort Kassina fusca
- Soort Kassina jozani
- Soort Kassina kuvangensis
- Soort Kassina lamottei
- Soort Kassina maculifer
- Soort Kassina maculosa
- Soort Kassina mertensi
- Soort Kassina schioetzi
- Soort Kassina senegalensis – Afrikaanse renkikker
- Soort Kassina somalica
- Soort Kassina wazae

Acanthixalus · 
Afrixalus · 
Alexteroon · 
Arlequinus · 
Callixalus · 
Chrysobatrachus · 
Cryptothylax · 
Heterixalus · 
Hyperolius · 
Kassina · 
Kassinula · 
Morerella · 
Opisthothylax · 
Paracassina · 
Phlyctimantis · 
Semnodactylus · 
Tachycnemis